# 中国人民公安大学
中国人民公安大学，简称公安大学、公大（英文：People's Public Security University of China，缩写：PPSUC），是直属中華人民共和國公安部的公安警察院校，位于北京市西城区木樨地南里1号，与公安部高级警官学院合署办公。该校成立于1948年，前身为华北公安干部学校，被誉为“共和国高级警官的摇篮”。

## 历史沿革

### 原中国人民公安大学
1948年7月，为适应华北地区革命胜利形势的发展，培养和训练一批具有城市公安保卫工作业务知识、胜任在新解放的城市担负接管工作并尽快建立人民公安保卫机构的干部，华北人民政府公安部（即中共中央华北局社会部）决定开办华北保卫干部训练班。后改为公安干部学校，由华北局社会部杨奇清副部长兼任校长。
1949年1月，为适应革命形势发展，经中共中央华北局批准，华北保卫干部训练班扩建为华北公安干部学校。2月，华北人民政府决定将华北公安干部学校迁入北京，先在东城区汪家胡同、方家胡同，不久即迁到复兴门外白云观（即今公安大学所在地）。学员约四、五百人，编为五个队，队下再编为若干小组，每组十几个人。队的顺序从办训练班开始统一排列，五个队从三队起，编到七队。三队是文化程度较高的，七队是女生队。
1950年1月11日，经中央人民政府政务院周恩来总理批准，华北公安干部学校改名为中央公安干部学校，由中央公安部领导，学校由地区性扩大为面向全国，成为专门培训全国公安保卫干部的基地；7月20日，经政务院第94次会议研究决定筹设中央政法干部学校，受中央政法委领导，主要训练县（市）人民政府主要干部及（县市）法院、检察署、监察委员会和公安局等负责人员；轮训专署以上政法部门在职干部；培养政法教育工作者与宣传者；适当招收一些有一定条件的工农干部、旧司法人员和新知识分子。中央公安部罗瑞卿部长兼任校长，学校的日常工作由教育长张德含负责。罗瑞卿多次指出：公安学校是公安干部的重要来源；要把办好各级公安学校作为建设公安队伍的一个重要组成部分和重要措施。中央公安部的公安学校培养高级骨干，大行政区的公安学校培养中级干部，省以下的公安学校或训练班主要培养初级干部。中央公安干部学校先后办了4期，共培训了2500多人。
1952年，学校在木樨地校区校园内建设了办公楼、东西配楼、平房教室、学员食堂、北大门等校舍，建成了基本满足需要的校园，并于10月底由白云观正式搬迁到新校园。
1953年1月12日，为适应尽快提高公安队伍、特别是提高业务骨干的政治、业务素质的需要，罗瑞卿部长兼校长向政务院报告：拟将中央公安干部学校改建为正规的公安学校，命名为“人民公安大学”；1月28日，周恩来总理批复：“同意将中央公安干部学校改组为正规公安业务学校，但应命名为‘人民公安学院’”。
1955年1月6日，公安部印发《中华人民共和国公安部关于成立公安学院分院的规定》，决定成立中央人民公安学院武汉分院、西安分院、重庆分院、上海分院等四个公安学院分院，分别属华东、西南、西北和中南公安部领导，业务上受中央人民公安学院指导。
1956年9月至1958年10月，公安学院为越南人民军培训了10名保卫干部，这是中国公安教育战线培养的第一批外国留学生。
1959年3月，中央批准中央政法小组的报告，决定中央人民公安学院与中央政法干部学校合并，校名为中央政治干部学校，学校的重大方针和原则问题，由中央政法小组决定，日常工作仍由公安部党组领导。
1975年，经华国锋同志亲笔批示，中央政法干部学校西藏部恢复办学，招收第五期青年班学员。
1977年2月，为了提高航运系统公安保卫人员的政治、业务、军事素质，保卫交通运输生产的安全，交通部决定建立公安保卫人员训练班。
1981年3月，为进一步解决交通部公安干警的补充来源和在职培训问题，交通部决定将公安训练班改建为中等专业学校，名称定为交通部人民警察学校，设航运警察专业。
1982年1月14日，国务院批复同意公安部《关于恢复扩建中央人民公安学院的报告》。
1984年1月，国务院批准将中央人民公安学院改建为中国人民公安大学。
1985年9月14日，为适应新时期公安干部教育的经常化、正规化、制度化的要求，公安部决定成立公安部管理干部学院；学院直属公安部领导，是一所培训在职公安干部的高等学校。
1993年12月17日，国务院学位委员会第十二次会议批准，学校取得招收、培养诉讼法学硕士生和授予该专业硕士学位的资格。
1995年，公安部第4研究所并入中国人民公安大学。

### 中国人民警官大学
1978年6月，经邓小平、李先念、余秋里、纪登奎等中央领导同志批准，公安部成立了政法专科学校，这是中国公安高等教育的第一所普通高等院校，政法专科学校借用木樨地校区平房开始办学。
1979年4月6日，公安部、教育部联合通知：经国务院批准，“政法专科学校改名为国际政治学院”，学制为四年，招生同重点高等院校一样第一批录取。
1984年5月，国务院批准国际政治学院更名为中国人民警官大学并扩大规模。

### 合并组建
1998年2月24日，经教育部批准，中国人民公安大学与中国人民警官大学合并组建成新的中国人民公安大学，原中国人民公安大学和中国人民警官大学的建制即予撤销。原两校的校址及校产均为中国人民公安大学所有，新公安大学分木樨地校区和团河校区。
2000年11月8日，北京交通人民警察学校划归公安大学，成立沙河培训基地。
2003年9月8日，学校诉讼法学博士学位授权点获得国务院学术委员会批准。
2005年6月24日，公安部政治部批复同意公安部管理干部学院更名为公安部高级警官学院，依托中国人民公安大学，重点承担高级警官职务晋升培训任务。
2007年8月14日，国家人事部批准公安大学设立法学博士后科研流动站。
2012年，中央政法委、教育部批准学校设立“应用型、复合型卓越法律人才教育培养计划基地”。
2013年7月1日，公安大学团河校区新建教学楼竣工交付使用。
2014年3月，公安部批准学校设立公安部警务实战训练基地。
2017年9月，学校入选国家首批“双一流”建设高校。同年，与相关单位共同申报的社会安全风险感知与防控大数据应用国家工程实验室获得批准。

## 院系设置
- 信息网络安全学院
  - 网络安全与执法
  - 安全防范工程
  - 公安视听技术
  - 数据警务技术
- 法学院
  - 法学
  - 治安学（警察法学）
- 犯罪学学院
  - 犯罪学
- 警体战训学院
- 公安管理学院
  - 公安管理学
  - 公安政治工作
- 国家安全学院
  - 警务指挥与战术
  - 公安情报学
  - 国内安全保卫
- 治安学院
  - 治安学
- 交通管理学院
  - 交通管理工程
- 侦查学院
  - 侦查学
  - 刑事科学技术
- 涉外警务学院
  - 涉外警务
  - 移民管理
- 研究生院
- 继续教育学院
- 马克思主义学院
- 进修部
- 军队保卫学院
- 外警培训部

## 历任领导
华北保卫干部训练班班主任
- 杨奇清（1948年7月—1948年10月，华北人民政府公安部副部长兼）
- 刘复之（1948年10月—1948年12月，中共中央华北局社会部办公室主任兼）

华北公安干部学校校长
- 杨奇清（1949年1月—1950年1月，公安部副部长兼）

中央公安干部学校校长
- 罗瑞卿（1950年1月—1952年12月，公安部部长兼）

| 中央人民公安学院院长 - 罗瑞卿 公安军大将（1953年1月—1958年12月，公安部部长兼） - 王昭（1953年1月—1958年12月，公安部副部长、政治部主任兼） | 中央人民公安学院党委书记 - 周仲英（1953年1月—1959年3月） |

中央政法干部学校校长
- 彭真（1951年7月—1956年11月，全国政协副主席、政务院政治法律委员会党组书记、北京市委第一书记、市长兼，兼中央政法干部学校党委书记）
- 毛铎（1956年11月—1961年2月，兼党委书记）
- 赵国威（1961年3月—1975年8月，兼党委书记）
- 尹肇之（1975年8月—1978年5月，兼党委书记）
- 赵国威（1979年12月—1983年7月，兼党委书记）

| 中央人民公安学院院长 - 王文同（1983年7月—1984年1月，公安部党组副书记、副部长兼） 中央人民公安大学校长 - 蔡诚（1984年8月—1985年4月，公安部党组副书记、副部长兼） - 石磊（1984年8月—1985年4月） - 戴文殿 一级警监（1985年4月—1991年3月） - 何剑椷 一级警监（1991年3月—1993年4月） - 柳晓川 一级警监（1993年4月—1994年12月） - 蒋先进 副总警监（1994年12月—1996年6月，公安部副部长兼） - 孙中国 一级警监（1996年6月—2002年5月） - 王彦吉 一级警监（2002年4月—2009年5月） - 程琳 一级警监（2009年5月—2015年7月） - 曹诗权 一级警监（2015年7月至—2024年8月） - 王軼 一级警监（2024年10月至今） | 中央人民公安学院党委书记 - 石磊（1983年7月—1984年1月） 中央人民公安大学党委书记 - 石磊（1984年8月—1985年12月） - 徐迈 一级警监（1985年12月—1991年3月） - 柳晓川 一级警监（1991年3月—1996年6月） - 孙中国 一级警监（1996年6月—2002年5月） - 王彦吉 一级警监（2002年4月—2009年5月） - 程琳 一级警监（2009年5月—2015年7月） - 樊京玉 一级警监（2015年7月—2019年10月） - 陈定武 副总警监（2019年10月—2023年4月，副部长级） - 曾海燕 一级警监（2023年4月-） |

## 校园文化

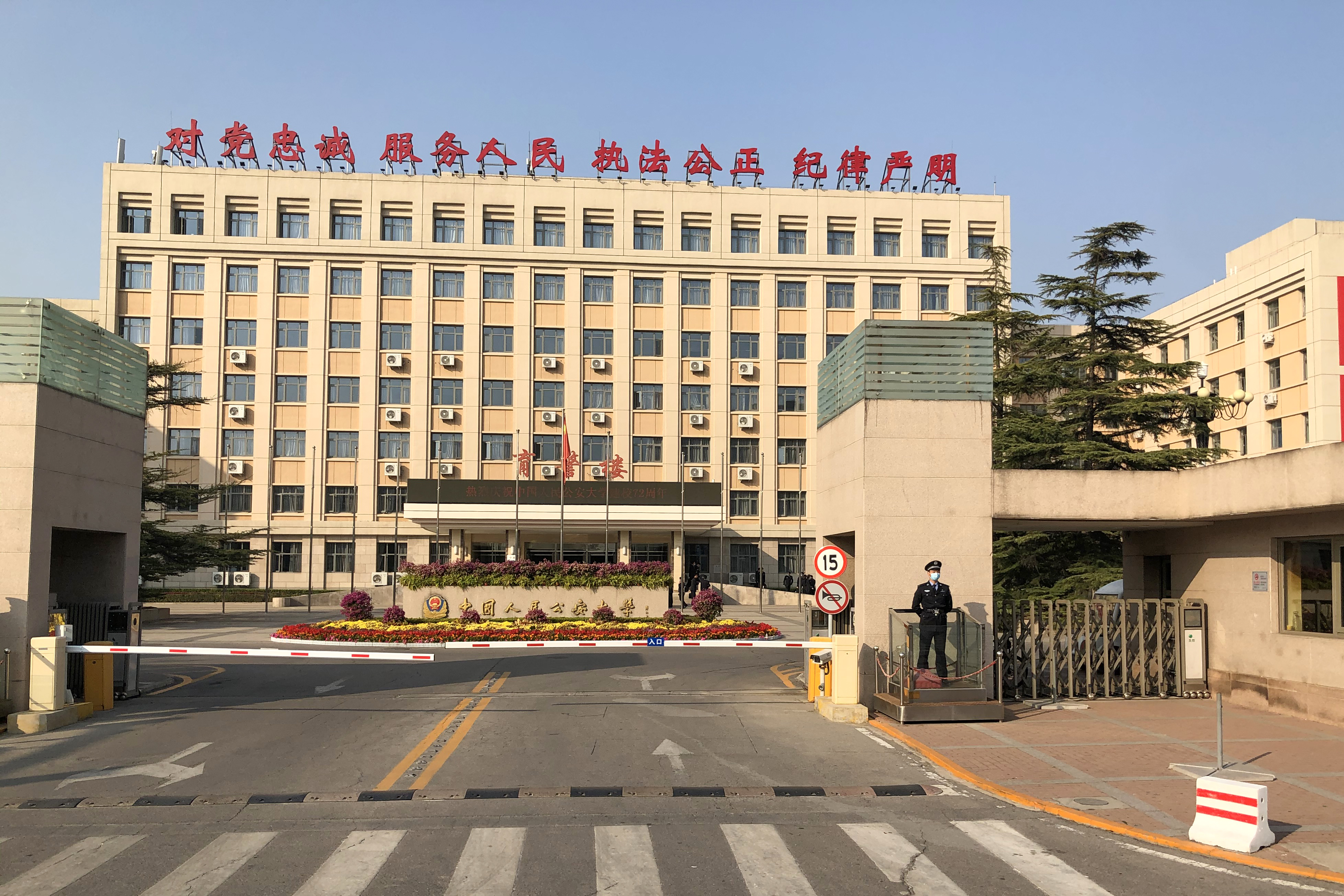
公安大学团河校区

承担着高级警官培训、本科生、硕士研究生和博士研究生教育培养、港澳执法部门人员培训、对外警学交流等多项任务职能，与中国刑事警察学院、中国人民警察大学并列为公安部直属三大院校。学校自1948年建立以来，已经向全国公安战线输送了十余万公安人员。党和国家领导人毛泽东、邓小平、胡锦涛等均曾对学校建设做出批示，现所用校名为邓小平书写。学校有两个校区，分别为位于西城区的木樨地校区、位于大兴区的团河校区。